# Yang Xiuli
Dans ce nom, le nom de famille, Yang, précède le nom personnel.
Yang Xiuli, née le 1er septembre 1983, est une judokate chinoise qui s'illustre dans la catégorie des moins de 78 kg (poids mi-lourds).

## Palmarès

### Jeux olympiques
- Jeux olympiques de 2008 à Beijing (Chine) :
  -  Médaille d'or en moins de 78 kg (poids mi-lourds).

### Jeux asiatiques
- Jeux asiatiques de 2006 à Doha (Qatar) :
  -  Médaille de bronze en moins de 78 kg (poids mi-lourds).